# سرموسيه (سقز)
قرية سِرموسيه (بالكردية: سرمووسێ) هي إحدى القرى التابعة لـخورخوره في ريف قسم زيويه من مقاطعة سقز، في محافظة كردستان الإيرانية.

## السكان
حسب إحصاءات سنة 2006، بلغ إجمالي السكان في سِرموسيه 192 نسمة وعدد المساكن 37 مسكن. لغة سكان سِرموسيه هي اللغة الكردية و هم من أهل السنة والجماعة والمذهب الشافعي.